# (257) Silesia
(257) Silesia es un asteroide perteneciente al cinturón de asteroides descubierto el 5 de abril de 1886 por Johann Palisa desde el observatorio de Viena, Austria.
Está nombrado por Silesia, una región de Europa central.